# Guerre sous-marine dans les campagnes de la mer Noire (1942)
Front de l'Est (Seconde Guerre mondiale)
Batailles
- Constanța
- 26 juin 1941
- 9 juillet 1941
- München
- Odessa
- Crimée (1941)
- 6 décembre 1941
- Jibrieni
- Cap Burnas
- Kertch-Eltigen
- Crimée (1944)

- Raids soviétiques de surface
- Opérations navales roumaines

Campagnes sous-marines
- 1941
- 1942
- 1943
- 1944

La guerre sous-marine dans les campagnes de la mer Noire  pendant la Seconde Guerre mondiale en 1942 impliquait principalement des engagements entre des sous-marins soviétiques de la flotte de la mer Noire attaquant des navires marchands de l'Axe défendus par des navires de guerre roumains et allemands. Ces engagements faisaient partie des campagnes navales de la mer Noire entre l'Axe et les forces navales soviétiques.

## Contexte
Comme lors de la première campagne de 1941, la marine soviétique a envoyé des sous-marins contre les lignes d'approvisionnement de l'Axe le long de la côte ouest de la mer Noire. Un certain nombre de navires turcs neutres ont également été attaqués près de la zone du Bosphore, entraînant la tragédie du Struma. Une fois de plus, les défenses de l'Axe étaient principalement constituées de champs de mines posés par la Roumanie : 5.000 mines ont été posées (à la fois anti-sous-marins et flottantes), la marine soviétique possédait 34 sous-marins dont 14 de nouvelle construction mais seulement 20 étaient opérationnels. Les sous-marins allemands ont commencé à opérer dans la mer Noire à la fin de 1942, sans marquer de coups pendant que le sous-marin roumain Delfinul partait pour ses patrouilles finales.

## Opérations de Sébastopol

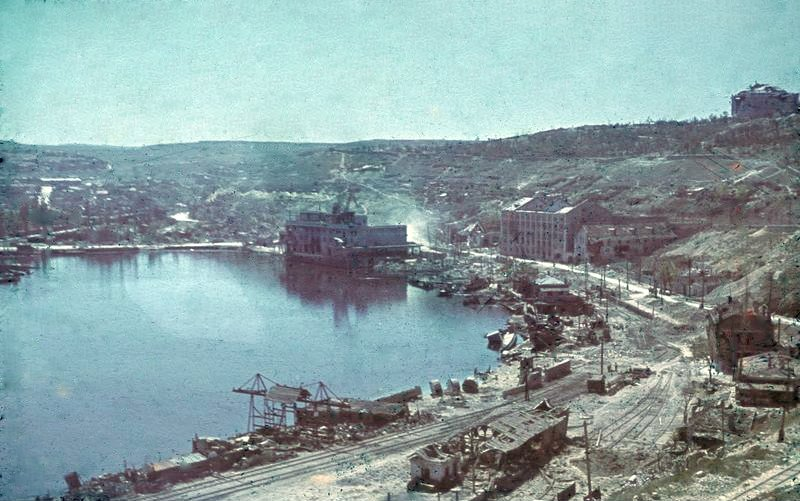
Sébastopol après les combats de 1942

Une action distincte a été accomplie (aux côtés d'autres unités de la marine soviétique) pour ravitailler et évacuer plus tard les troupes du siège de Sébastopol. En emportant des hommes de la ville assiégée, le sous-marin soviétique ShCh-214 (en) a été torpillé et coulé en surface par des bateaux MAS italiens le 19 juin. Une deuxième perte a eu lieu le 26 juin lorsque le sous-marin soviétique S-32  a été coulé, très probablement par des bombardiers allemands (tandis que les sous-marins de poche italiens CB-3 et CB-4 se sont également attribués le mérite de cette victoire, mais leurs attaques ne correspondaient pas à la dernière mission de S-32. Avec l'Axe finalement victorieux à Sébastopol, la Marine Soviétique saborda les sous-marins D-6 et A-1 pour éviter leur capture.

## Engagements
- Le 1er janvier, le sous-marin soviétique ShCh-214 a bombardé et coulé le voilier turc Koraltepe au large du cap Igneada.
- Le 23 février, le sous-marin soviétique ShCh-213[5] a bombardé et coulé le voilier turc Kankaya au large du Bosphore.
- Le 24 février, le sous-marin soviétique ShCh-213 a torpillé et coulé le marchand bulgare battant pavillon panaméen Struma transportant à bord des réfugiés juifs.
- Après le 12 mars, le sous-marin soviétique ShCh-210[6] a été perdu, probablement sur des mines roumaines du champ "S-15".
- Le 18 mai, le sous-marin soviétique ShCh-205[7] a bombardé et coulé le marchand turc Duatepe au sud-est de Burgas.
- Le 23 mai, le sous-marin soviétique ShCh-205 a torpillé et coulé le marchand turc Safak  au large de la côte sud de la Bulgarie.
- Le 29 mai, le sous-marin soviétique A-3[8] a torpillé et coulé le marchand roumain Sulina au large d'Odessa.
- Le même jour, le sous-marin soviétique ShCh-214 a percuté et coulé le voilier turc Hudavendigar au large du cap Igneada. '
- Le 31 mai, le sous-marin soviétique ShCh-214 a bombardé et coulé le voilier turc Mahbubdihan au large du cap Igneada.
- Le 2 juin, le sous-marin soviétique ShCh-214 a percuté et coulé le voilier turc Kaynarea au large des côtes bulgares.
- Le 11 juin, le sous-marin soviétique A-5[9] torpille et endommage le marchand roumain Ardeal au large d'Odessa, le navire devant être échoué pour éviter de couler. Lors de la même attaque, le remorqueur allemand Romulus a été attaqué mais manqué.

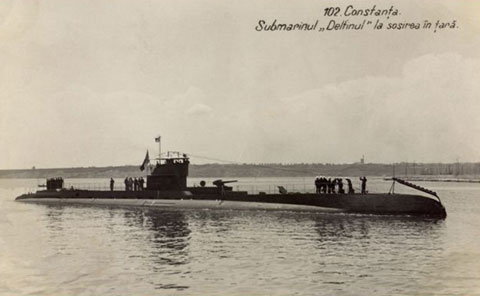
Sous-marin roumain Delfinul

- Le 13 juin, le sous-marin de poche italien CB-5 a été coulé dans le port de Yalta par une attaque de surface de torpilleurs soviétiques.
- Le 27 juin, le sous-marin roumain Delfinul a subi de lourdes attaques lors de sa dernière patrouille au large de Yalta, avec des dommages mineurs dus à des charges en profondeur et à des tirs  lors d'une attaque aérienne. D'autres attaques ont été subies pendant le reste de la patrouille, mais sans autre dommage. Après la patrouille, Delfinul a été mis en radoub et n'a pas repris d'autres actions en temps de guerre.
- Le 6 août, le sous-marin soviétique L-5[10] a déposé des mines au large de la Crimée : il est possible que le navire de débarquement allemand F-473 ait coulé le 17 février 1943 sur ce champ de mines.
- Après le 23 août, le sous-marin soviétique ShCh-208[11] a probablement été perdu sur des mines au large de la côte bulgaro-roumaine.
- Le 23 août, le sous-marin soviétique M-36[12] a torpillé et coulé le remorqueur allemand Ankara au large d'Odessa.
- Entre le 22 et le 25 août, le sous-marin soviétique M-33[13] a été perdu sur des mines au large d'Odessa.
- Entre le 23 et le 30 septembre, le sous-marin soviétique M-60[14] a été perdu sur des mines au large d'Odessa.

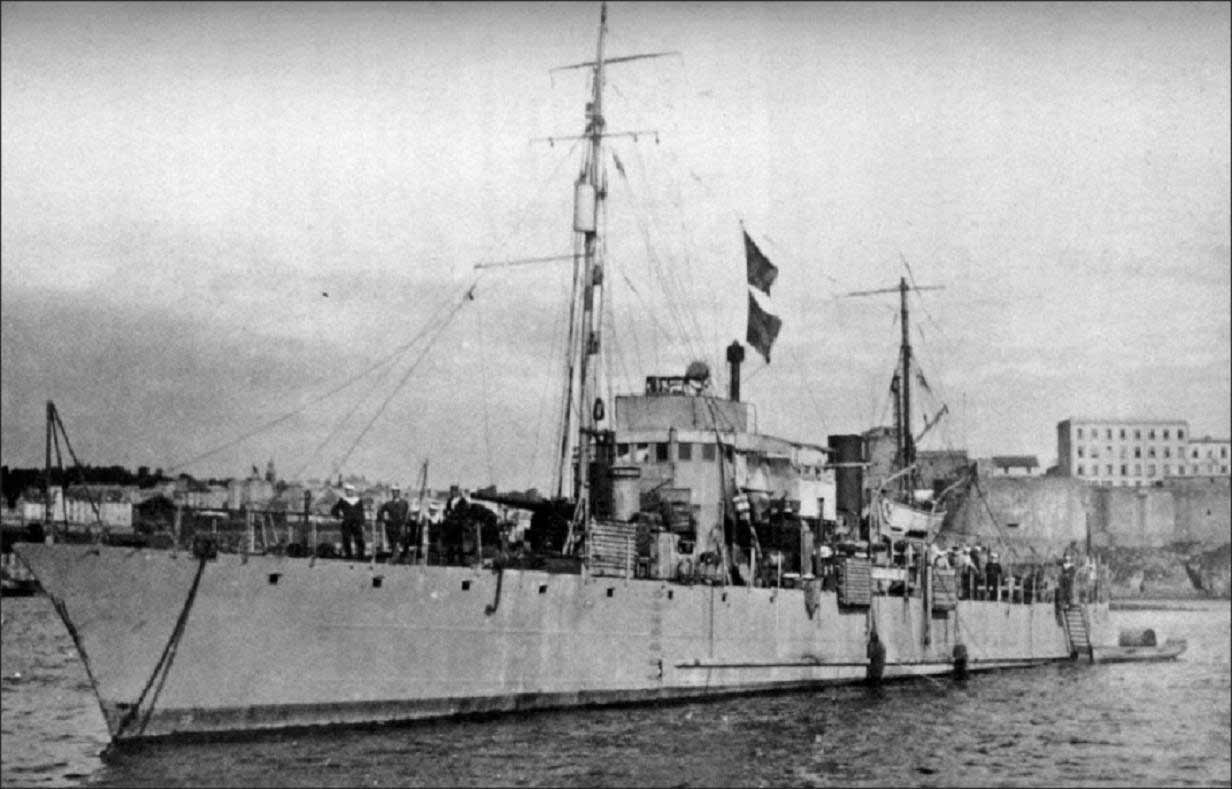
NMS Sublocotenent Ghiculescu

- Le 1er octobre, près du cap Burnas, le sous-marin soviétique M-118[15]  de classe M a attaqué et coulé le navire de transport allemand Salzburg (Bataille du cap Burnas), qui transportait à bord 2.000 prisonniers de guerre soviétiques. Après avoir attaqué, le sous-marin a été localisé par un hydravion allemand BV 138C et les canonnières roumaines Sublocotenent Ghiculescu et Stihi Eugen ont été envoyées sur les lieux. Les deux navires de guerre roumains ont attaqué le sous-marin soviétique avec des charges profondes, le faisant couler avec tout son équipage à bord.
- Le 4 octobre, le sous-marin soviétique L-23[16] pose un champ de mines à proximité de Théodosie : le 15 juin 1943, le navire de débarquement allemand F-121 coule sur ces mines.
- Le 6 octobre, le sous-marin soviétique M-31[17] a torpillé et coulé le remorqueur roumain Mina Daniel au nord-est de Sulin.Le navire a également été signalé avec le nom Oltul et décrit comme un chasseur de sous-marin[18].
- Le 10 ou 11 octobre, le cargo roumain Carpați[19] est torpillé et coulé près de Sulina par le sous-marin soviétique Shch-216.
- Le 14 octobre, le sous-marin soviétique M-32 a attaqué en vain le destroyer roumain Regele Ferdinand près du Liman de Burnas, le sous-marin étant par la suite chargé en profondeur et endommagé par le torpilleur roumain Smeul.
- Le 14 octobre, le sous-marin soviétique ShCh-213 (en) a été signalé comme coulé par le chasseur de sous-marin allemand UJ-116 ("Xanten") mais la découverte récente de l'épave indique la cause probable du naufrage en tant que mines roumaines.
- Le 21 octobre, le sous-marin soviétique M-35 torpille et endommage lourdement le pétrolier allemand Le Progress près de la côte de Crimée, le navire étant par la suite sabordé.
- Le 5 novembre, le sous-marin allemand U-24[20] a engagé le dragueur de mines soviétique T-492 avec de l'artillerie et des torpilles au large de Poti. La première torpille a raté, tandis qu'une seconde a touché mais a été ratée. Après minuit (6 novembre), une troisième torpille manqua et le sous-marin refit surface : l'échange de tirs qui en résulta causa de légers dommages de mitrailleuses au sous-marin qui ne purent en infliger aucun en raison d'un dysfonctionnement de son canon AA de 20 mm.
- Le 14 novembre, le sous-marin soviétique L-23 a attaqué un convoi composé des destroyers roumains Regele Ferdinand et Regina Maria et du pétrolier allemand Ossag près du Bosphore. Le sous-marin a lancé trois torpilles qui ont frappé et endommagé Ossag. [
- Le 29 novembre, le sous-marin allemand U-24 a été repéré par l'artillerie côtière turque et le sous-marin a été contraint de plonger après avoir été bombardé depuis la côte.
- Le 8 décembre, le sous-marin soviétique D-5 de classe Dekabrist a attaqué et coulé le voilier turc Kociboglu près du Bosphore.

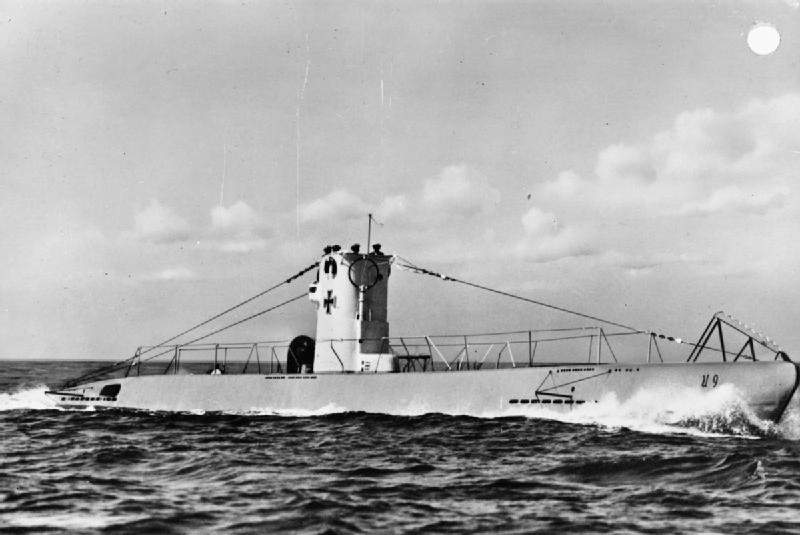
Unterseeboot U-9

- Le 11 décembre, le Shch-212[21] a été coulé par un champ de mines roumain près de l'Île des Serpents, avec tout son équipage de 44 hommes. À la mi-décembre, le M-31 a été peut-être coulé par l'un des champs de mines roumains près de l'île des Serpents. Les deux champs de mines protégeant l'île ont été posés les 29-30 octobre et 5 novembre 1942 par les mouilleurs de mines Amiral Murgescu et Dacia, ainsi que les destroyers roumains Regina Maria et Regele Ferdinand, le chef de flottille Mărăști, la canonnière Stihi Eugen et quatre R-boot allemands.
- Le 26 décembre, le sous-marin soviétique L-6 a attaqué sans succès un convoi de ravitaillement roumain.
- Le 27 décembre, le sous-marin allemand U-9 a été attaqué par un dragueur de mines soviétique avec 8 charges de profondeur au large de Sotchi, subissant des dommages mineurs.
- Entre le 15 et le 29 décembre, le sous-marin soviétique L-24[22] a coulé dans un champ de mines bulgare au large du cap Chabla.

## Résultat
Les sous-marins allemands de la 30. Unterseebootsflottille n'ont pas coulé ou endommagé de cible ennemie pendant cette première année d'opérations en mer Noire, tandis que Delfinul est partie pour ses dernières patrouilles inefficaces. Les sous-marins soviétiques ont coulé 13 cibles dans la mer Noire mais seulement 6 d'entre eux soutenant directement les opérations de l'Axe sur la Crimée.

### Articles externes
- (ru) Flotte de la mer Noire
- (en) Romanian Armed Forces in the Second World War